# یوهان زومر
یوهان زومر (آلمانی: Johann Summer؛ زادهٔ ۲۴ اکتبر ۱۹۵۱) دوچرخه‌سوار اهل اتریش است. وی در بازی‌های المپیک تابستانی ۱۹۷۲، ۱۹۷۶ و ۱۹۸۰ شرکت کرده‌است.